# Matteo Orsini (cardinal, 1327)
Pour les articles homonymes, voir Orsini et Matteo Orsini.
Matteo Orsini est un cardinal italien né à Rome, capitale des États pontificaux, et mort le 18 août 1340 à Avignon.
Il est de la famille Orsini des papes Célestin III (1191-1198), Nicolas III (1277-1280) et Benoît XIII (1724-1730) et des cardinaux Matteo Orsini (1262), Latino Malabranca Orsini, O.P. (1278), Giordano Orsini (1278), Napoleone Orsini (1288), Francesco Napoleone Orsini (1295), Giovanni Gaetano Orsini (1316), Rinaldo Orsini (1350), Giacomo Orsini (1371), Poncello Orsini (1378), Tommaso Orsini (1382/85), Giordano Orsini, iuniore (1405), Latino Orsini (1448), Cosma Orsini, O.S.B. (1480), Giovanni Battista Orsini (1483), Franciotto Orsini (1517), Flavio Orsini (1565), Alessandro Orsini (1615), Virginio Orsini, O.S.Io.Hieros. (1641) et Domenico Orsini d'Aragona (1743). Il est membre de l'ordre des dominicains.

## Repères biographiques

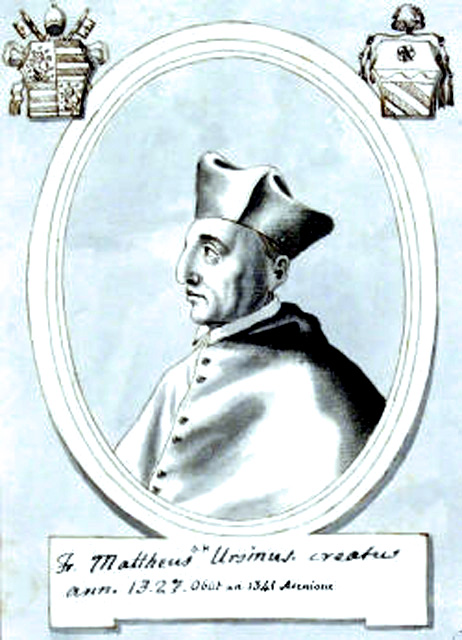
Cardinal Matteo Orsini

Matteo Orsini étudie à Bologne et à Paris. Il est chanoine à Saint-Étienne et professeur à Paris et à Florence. En 1322 il est provincial à Rome. En 1326 il est élu évêque de Grigenti (Agrigente) et promu archevêque de Manfredonia (Siponto) en 1327.
Orsini est créé cardinal par le pape Jean XXII lors du consistoire du 18 décembre 1327. Le cardinal Orsini est administrateur de Palerme en 1334-1336.
Il participe au conclave de 1334, lors duquel Benoît XII est élu.